# Mammogram

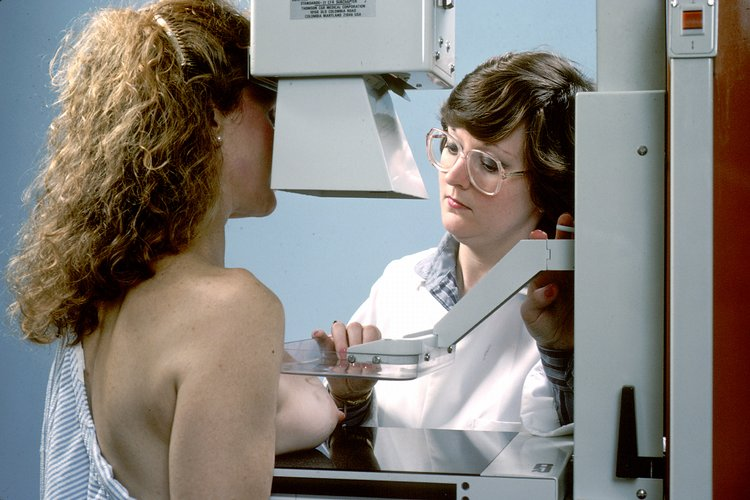
Mammografie van de rechterborst

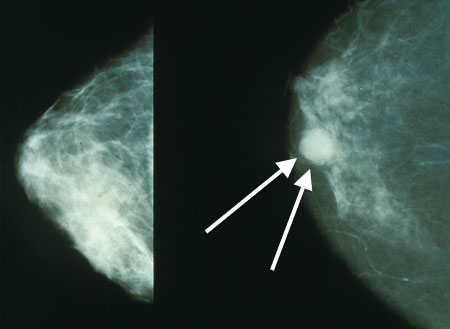
Mammografie van een gezonde borst en een borst met kanker (rechts)

Een mammogram of mammografie is een afbeelding van de borstklier door middel van een röntgenfoto. 
Met een mammografie kan men tumoren en cysten in de borstklier opsporen. Het wordt praktisch uitsluitend gebruikt voor het vroegtijdig opsporen van borstkanker en monitoren van "genezen verklaarde" borstkankers. Doordat de techniek berust op röntgenstralen is het echter zeer moeilijk om een onderscheid te maken tussen goedaardige en kwaadaardige tumoren. In het algemeen kan men enkel het verschil zien tussen het vetweefsel van de borst en een tumor. Een tumor karakteriseert zich gelijkaardig als spierweefsel; dit bevat een hogere concentratie aan zuurstofatomen dan vetweefsel; vetweefsel heeft op zijn beurt een grotere concentratie aan waterstofatomen. Het is dit verschil in concentraties dat op de uiteindelijke foto ervoor zorgt dat een tumor zichtbaar wordt.
Aangezien er ook goedaardige tumoren bestaan die qua samenstelling nagenoeg identiek zijn aan kwaadaardige tumoren is een mammografie zeker geen sluitend bewijs van borstkanker. Wanneer men een tumor op de mammografie ontdekt zal men eerst verdere onderzoeken aanvatten die wel uitsluitsel kunnen geven over de goed- of kwaadaardigheid van de tumor.
Het woord mammogram is ontleend aan het Latijnse woord mamma (borst) en het Griekse γράφειν, graphein (schrijven).

## Beperkingen
Bij vrouwen met dicht borstklierweefsel is een tumor minder goed op te sporen met een mammografie. Het borstweefsel bestaat dan voornamelijk uit klieren en minder uit vet. Dit komt voor bij ca. 1 op de 12 vrouwen. In dat geval kan beter een MRI-onderzoek worden uitgevoerd. In Nederland bleek dat vrouwen niet over de beperkingen van het onderzoek in hun persoonlijke situatie werden geïnformeerd.

### MRI-scan
Voor een MRI-scan wordt eerst met een infuusnaald contrastvloeistof ingespoten, meestal via een ader in de arm. De vrouw ligt op haar buik op een tafel met twee uitsparing ter hoogte van de borsten. Het onderzoek duurt ongeveer 20 minuten. De MRI-scan kan worden uitgevoerd bij vrouwen met dicht klierweefsel. Ook wordt het ingezet als preventief onderzoek bij jonge vrouwen met een groot risico op borstkanker.

### Mammografie of mammografie enechografie
Om borstkanker te diagnosticeren kan je een mammografie laten nemen of een mammografie en echografie. Als er bij een vrouw een voelbare afwijking is die niet te zien is op een mammografie wordt een echografie uitgevoerd om de diagnose beter te stellen.
Wetenschappelijke studies hebben aangetoond dat op dit moment een aanvullende echografiescreening geen voordeel biedt. Hierdoor ontstaat er een groter aandeel fout-positieve uitslagen en worden er meer biopten genomen. Het onderzoek wees wel aan dat bij vrouwen met dichte borsten met mammografie en echografie drie keer meer borstkanker per 1000 vrouwen ontdekt werd dan met alleen mammografie. Voor hen is dit wel gunstig. Verder studies met een langere observatieperiode zijn ook nodig om de effecten op morbiditeit en mortaliteit te beoordelen.
Een echo wordt ook wel gemaakt van de lymfeklieren in de oksel en naast het borstbeen om te zien of er uitzaaiingen zijn.

## Screening en bevolkingsonderzoek

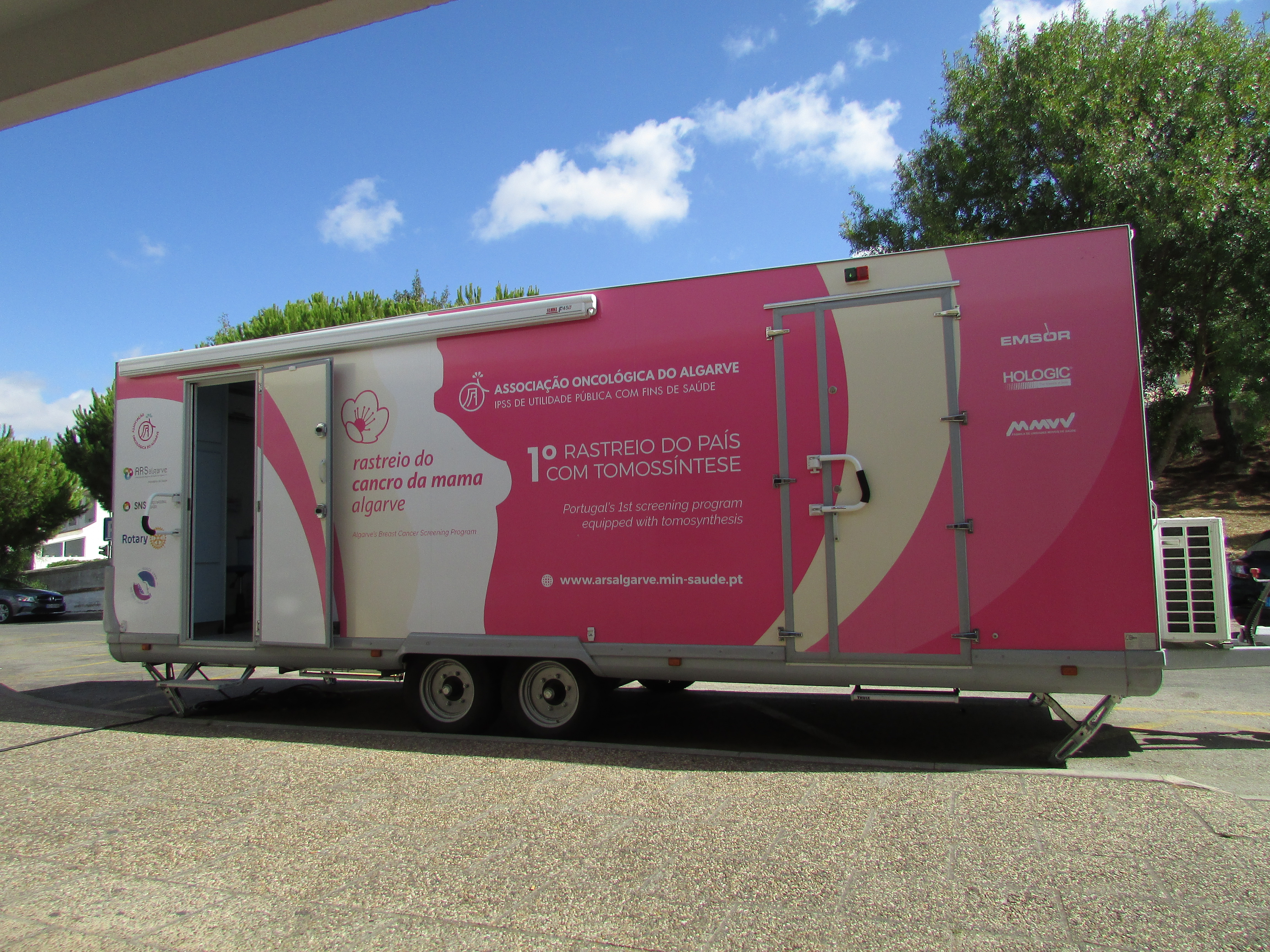
Bus voor mammografie in Albufeira (Portugal)

Het is zeer belangrijk zodra de patiënt zelf een abnormaliteit aan de borst voelt om een arts te raadplegen. Hoe langer men wacht, hoe meer tijd men geeft aan het kwaadaardig weefsel om zich te verspreiden via uitzaaiingen.
In Nederland en België wordt aan vrouwen tussen 50 en 75 jaar tweejaarlijks de gelegenheid geboden een mammografie te laten maken in het kader van een bevolkingsonderzoek voor vroegtijdige opsporing van borstkanker. Dit kan gebeuren vanuit een mobiele opstelling in een bus. Sommige studies twijfelden aan het nut van een dergelijke grootschalige screening. Er moet immers rekening worden gehouden met het feit dat bij elke mammografie een dosis röntgenstraling door de borst wordt gestuurd die mogelijk schade kan aanrichten. Door de straling neemt de kans om te overlijden aan kanker toe met 0,035%. Bij oudere vrouwen is het borstweefsel minder gevoelig voor straling dan voor jongere vrouwen.
Daarbij heeft niet elke vrouw evenveel kans op het krijgen van borstkanker. Oorspronkelijk hield men zich aan de standaard van minstens jaarlijkse controle van de borst op knobbeltjes en om de 2 à 3 jaar een mammografie. In Nederland vindt in 2024 het onderzoek door middel van een mammografie elke twee tot drie jaar plaats. Door een tekort aan screeningslaboranten werd de oorspronkelijke frequentie van elke twee jaar verlengd.
Het effect van het bevolkingsonderzoek op de totale overleving is gering. Daarom wordt in 2024 overwogen om het onderzoek meer te richten op bepaalde risicogroepen, hetgeen echter een grote omslag zou betekenen.

## Procedure bij het ontdekken van een abnormaliteit aan de borst
Bij het voelen van een knobbeltje in de borst is een mammografie over het algemeen het eerst in aanmerking komende nadere onderzoek. In veel ziekenhuizen zijn speciale mammografie-spreekuren waarbij in dezelfde sessie meteen ook een echografie en eventueel zelfs een proefpunctie kan worden verricht, zodat de periode van (soms martelende) onzekerheid voor de patiënten zo kort mogelijk duurt. Hier komt men echter van terug omdat dit hoge kosten met zich meedraagt. Men prefereert om eerst de mammografie uit te voeren en pas op basis van de resultaten eventuele verdere onderzoeken aan te vatten. De gebruikte technologieën in de radiologie zijn echter ook al sterk verbeterd waardoor de resultaten sneller beschikbaar zijn.
Bij het vaststellen van een tumor wordt met een echografie de bloeddoorstroming van het weefsel onderzocht en indien de resultaten opnieuw wijzen in de richting van een kwaadaardige tumor wordt een biopsie van de tumor genomen. Dit sample wordt dan uitgebreid onderzocht en biedt zekerheid over het al dan niet kwaadaardig zijn van het weefsel.

## Procedure bij het nemen van een mammografie
Bij een mammografie wordt gebruikgemaakt van röntgenapparatuur. Tijdens een mammografie gaat de patiënte met ontbloot bovenlichaam voor het röntgenapparaat staan. De röntgenlaborant legt de borst op een steunplaat, waarna de borst zo plat mogelijk wordt aangedrukt door een andere plaat. Dit kan onaangenaam of zelfs pijnlijk zijn maar is nodig om een optimale beeldkwaliteit te krijgen. Bij veel mensen bestaat het verkeerde idee dat men dit doet om zo weinig mogelijk lucht tussen de bron en de detector te hebben. Maar in werkelijkheid doet men dit om het grootste probleem bij röntgenstralen, verstrooiing aan de materie, op te lossen. Het is namelijk zo dat hoe meer weefsel de straling moet doorkruisen, hoe meer deze de straling kan verstrooien. Deze verstrooiingen geven vals-positieve inslagen op de detector.
Van elke borst worden één of meerdere foto's gemaakt. Hoeveel foto's doorgaans gemaakt worden hangt af van onder andere de grootte van de borsten.

## Risico's
Sommige studies stellen dat vrouwen met een genetische of familiaire predispositie voor borstkanker, die sowieso al een verhoogde kans op borstkanker hebben, een nog hoger risico krijgen op borstkanker door de straling die wordt opgelopen bij de mammografie. Om deze reden moet bij deze groep extra voorzichtig omgegaan worden met mammografie, met name wanneer zij nog jong zijn. De artsen moeten dan ook een moeilijke afweging maken tussen het uitvoeren van een mammografie, wat een dosis straling inhoudt, of het niet uitvoeren van een mammografie bij een groep die al een hoger risico op borstkanker hebben. Jonge vrouwen wordt daarom eerder een MRI-onderzoek of een echo-onderzoek aangeboden.
Mammogrammen zijn minder effectief bij het ontdekken van tumoren bij jonge vrouwen. Met name bij vrouwen in de leeftijd van 20 tot 50 jaar, waarvan het klierweefsel vaak nog compact is, kan dit leiden tot fout-positieve uitslagen, wat aanleiding kan geven tot onrust en kan leiden tot onnodige biopsie. In de leeftijdscategorie 40 tot 50 jaar is het voordeel van mammografie nog relatief klein ten opzichte van de risico's. Om deze reden adviseerde een Amerikaanse wetenschappelijke adviescommissie in 2009 dat mammografie niet automatisch vanaf het veertigste levensjaar moest plaatsvinden en dat artsen de risico's en voordelen met hun patiënten zouden moeten bespreken. Mammografie is zinvoller bij oudere vrouwen omdat borstweefsel bij het ouder worden verandert, maar ook bij deze categorie komen behoorlijk hoge percentages fout-positieve (Engels: false positive) uitslagen voor. In een Nederlands onderzoek bleek 60% van alle afwijkende mammografieën in deze leeftijdscategorie fout-positief.

## Alternatieven
Een alternatieve borstkankertest, genaamd "medische thermografie" ook wel bekend als "infraroodscreening." Oorspronkelijk werd gedacht dat het een bruikbaar alternatief kon zijn. In 2024 heerste echter de overtuiging dat er geen wetenschappelijk bewijs is dat thermografie geschikt is voor screening op borstkanker.